# Частуха злакоподібна
Частуха злакоподібна або частуха злаковидна (Alisma gramineum) — вид трав'янистих водних рослин родини частухові (Alismataceae), поширений у Європі, західній і центральній Азії, США й пд. Канаді.

## Опис
Багаторічна рослина 20–80 см заввишки. У надземної форми рослини листки еліптичні, ланцетні або лінійно-ланцетні, з черешками; у водної форми — стрічкоподібні, без черешків. Бульби маленькі або не очевидні. Повітряні листки з черешками 2–31 см, листові пластини 3–12.5 × 0.6–2 см, іноді більші, 3–5-жильні, основа клиноподібна, верхівка загострена. Волоть 6–56 см. Квітоніжка 1.5–4.5 см. Чашолистки широко яйцеподібні, 2.5–4.5 × 1.5–2.5 мм. Пелюстки злегка пурпурово-білі, більші, ніж чашолистки. Пиляки еліптичні, бл. 0.5 мм. Сім'янка оберненояйцеподібна або тригранна, 2–3 мм.

## Поширення
Європа: майже вся територія, крім півночі, Піренейського п-ва, Середземноморських о-вів; Північна Африка: Марокко, Єгипет, Лівія; Азія: Китай, Афганістан, Казахстан, Монголія, Пакистан, Росія, Таджикистан, Узбекистан, Азербайджан, Туреччина, Ізраїль; Північна Америка: США, пд. Канада. Населяє мілинну прісну або солонувату воду або мулисті береги.
В Україні зростає на берегах річок на мулуватих ґрунтах — на всій території, розсіяно. Входить у перелік видів, які перебувають під загрозою зникнення на території Запорізької області.

## Галерея

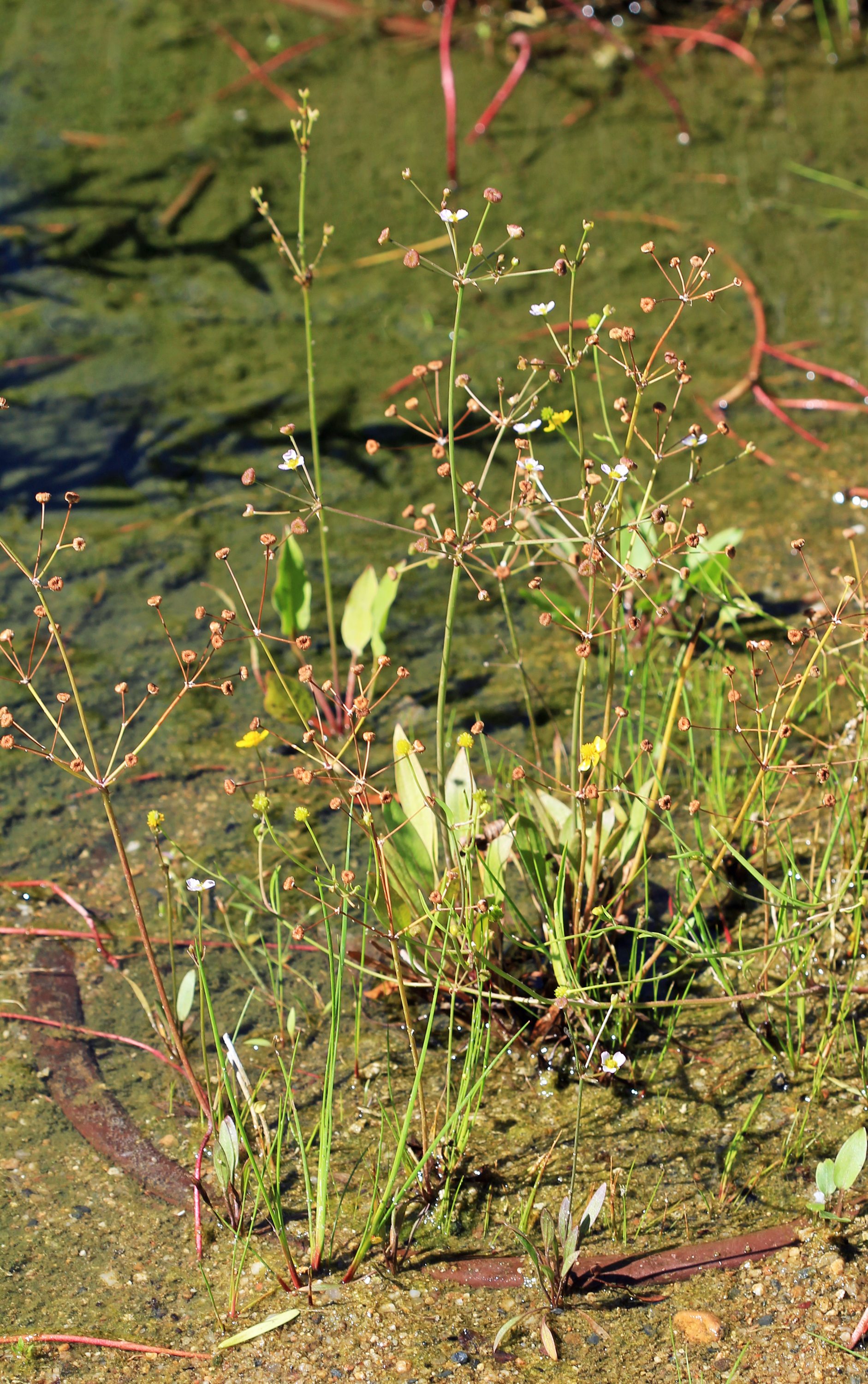
рослина в Празі
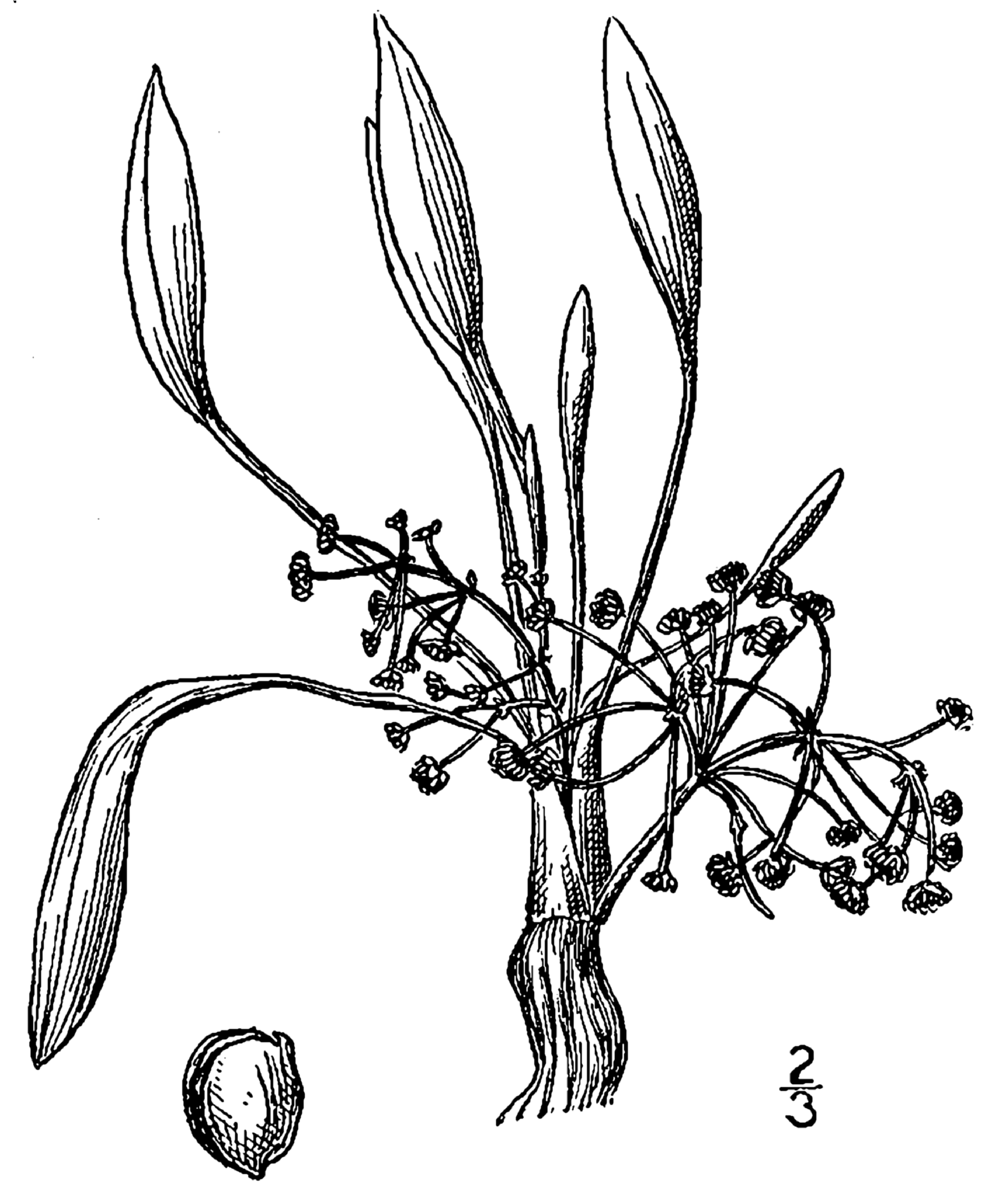
ілюстрація